# جئونگ سانگ-بین
این یک نام کره‌ای است؛ نام خانوادگی جئونگ است.
جئونگ سانگ-بین (انگلیسی: Jeong Sang-bin؛ زادهٔ ۱ آوریل ۲۰۰۲) بازیکن فوتبال است.
وی همچنین در تیم‌های ملی فوتبال زیر ۱۷ سال کره جنوبی، زیر ۲۳ سال کره جنوبی، و کره جنوبی بازی کرده‌است.

## دوران باشگاهی
در ۲۸ ژانویه ۲۰۲۲، جئونگ به باشگاه لیگ برتری ولورهمپتون پیوست و بلافاصله به گراس هاپر در سوپر لیگ فوتبال سوئیس قرض داده‌شد.

## دوران ملی
او اولین بازی خود را برای تیم ملی فوتبال کره جنوبی در ۹ ژوئن ۲۰۲۱ در مقدماتی جام جهانی مقابل تیم ملی فوتبال سریلانکا انجام داد و یکی از گل‌های پیروزی
۵ بر صفر را به ثمر رساند.